# Wyższa Szkoła Komsomolska WLKZM
Wyższa Szkoła Komsomolska przy KC WLKZM, Wyższa Szkoła Komsomołu (ros. Высшая комсомольская школа при ЦК ВЛКСМ) – kluczowa organizacyjno-polityczna instytucja edukacyjna w ZSRR odpowiedzialna za szkolenie i przygotowywanie czołowych kadr WLKZM, która funkcjonowała w Moskwie w latach 1969–1990.

## Historia
Szkoła powstała na bazie Centralnej Żeńskiej Szkoły Kształcenia Snajperów (Центральная женская школа снайперской подготовки) (1942–1944) i Centralnej Szkoły Komsomolskiej przy KC WLKZM (Центральная Комсомольская Школа при ЦК ВЛКСМ) (1944–1969). W 1969, nadano jej nazwę Wyższej Szkoły Komsomolskiej.

## Podział organizacyjny
- Katedra Historii KPZR (кафедрa истории КПСС)[1]
- Katedra Filozofii Marksistowsko-Leninowskiej i Naukowego Komunizmu (кафедрa марксистско-ленинской философии и научного коммунизма)
- Katedra Ekonomii Politycznej (кафедрa политической экономии)
- Katedra Historii ZSRR i Historii Świata (кафедрa истории СССР и всеобщей истории)
- Katedra Międzynarodowego Ruchu Komunistycznego i Robotniczego (кафедрa международного коммунистического и рабочего движения)
- Katedra Teorii i Praktyki Pracy Komsomolskiej (кафедрa теории и практики комсомольской работы)
- Katedra Ekonomii (кафедрa конкретной экономики)
- Katedra Historii WLKZM (кафедрa истории ВЛКСМ)
- Katedra Pracy Masowo-Politycznej i Kulturalno-Oświatowej (кафедрa массово-политической и культурно-просветительной работы)
- Katedra Edukacji Kulturalnej (кафедрa эстетического воспитания)
- Katedra Badań Socjologicznych (кафедрa конкретных социологических исследований)
- Katedra Pedagogiki i Psychologii (кафедрa педагогики и психологии)
- Katedra Pracy wśród Pionierów (кафедрa пионерской работы)
- Katedra Edukacji Wojskowo-Patriotycznej (кафедрa военно-патриотического воспитания)
- Katedra Dziennikarstwa (кафедрa журналистики)
- Katedra Języka Rosyjskiego (кафедрa русского языка)
- Katedra Języków Obcych (кафедрa иностранного языка)
- Katedra Wychowania Fizycznego i Sportu (кафедрa физического воспитания и спорта)

## Siedziba
Szkoła mieściła się przy ul. Junosti 5 (ул. Юности) w Moskwie.